# Niebo na ziemi (film 2008)
Niebo na ziemi (ang. Heaven on Earth) – kanadyjski dramat filmowy z 2008 roku w reżyserii Deepy Mehty. W rolach głównych wystąpili indyjscy aktorzy: Preity Zinta i debiutant Vansh Bhardwaj. Wcielili się oni w role pary małżonków, których związek został zaaranżowany w Indiach i którzy rozpoczynają wspólne życie na emigracji w Kanadzie. Zdjęcia kręcono w Pendżabie oraz w kanadyjskiej prowincji Ontario (Toronto, Brampton).

## Fabuła
Chand (Preity Zinta) ma wkrótce wyjechać z Pendżabu do Kanady, by poślubić tam nieznanego sobie mężczyznę Rocky'go (Vansh Bhardwaj). Przed wyjazdem matka przypomina jej opowieść o kobrze, której słowa ma sobie zapamiętać wyjeżdżając między obcych ludzi: „możesz bronić się nikogo nie krzywdząc”. W Kanadzie Chand nie może odnaleźć się, w żyjącej razem licznej rodzinie. Matka Rocky’ego (Balinder Johar) swoim przyjazdem do hotelu, gdzie młoda para po obejrzeniu Niagary ma przeżywać swą podróż poślubną, rozpoczyna dramat młodziutkiego małżeństwa. Chandu bita o byle co przez sfrustrowanego brakiem pracy męża, codziennie haruje w fabryce. Zarobki jej przesyłane są bezpośrednio do męża. Nie stać jej nawet na telefon do matki. Pociesza się opowiadając sobie wymyślone historie, w których udaje jej się uciec do matki. Widząc jej rozpacz pracująca z nią w fabryce czarnoskóra Rosa daje jej magiczny korzeń, który zjedzony przez męża rozpali w nim miłość do niej. Przerażona mocą magicznego eliksiru Chand wylewa go w ogrodzie. Niedługo potem Rocky z wielką troskliwością i czułością rozmawia z nią o jej tęsknocie za matką. Radości Chandu nie gasi niepokój, że w lustrze zamiast męża widzi odbicie kobry.

## Obsada
- Preity Zinta jako Chand
- Vansh Bhardwaj jako Rocky
- Ramanjit Kaur jako Aman
- Gick Grewal
- Geetika Sharma jako Loveleen
- Yanna McIntosh jako Rosa

## Nagrody
- 2008 Międzynarodowy Festiwal Filmowy w Chicago – najlepsza aktorka Preity Zinta
- 2008 Międzynarodowy Festiwal Filmowy w Dubaju, najlepszy scenariusz – Deepa Mehta.
- 2010 Stardust Awards, najlepsza aktorka – Preity Zinta

### Nominacje
- 29th Genie Awards (Kanada)
  - najlepsza aktorka – Preity Zinta
  - najlepszy scenariusz – Deepa Mehta
- 2008 Vancouver Film Critics Circle Awards
  - najlepszy film
  - najlepszy reżyser – Deepa Mehta
  - najlepsza aktorka – Preity Zinta